# Kościół Narodzenia św. Jana Chrzciciela w Jastrzygowicach
Kościół Narodzenia św. Jana Chrzciciela – rzymskokatolicki kościół filialny, położony we wsi Jastrzygowice (gmina Gorzów Śląski). Świątynia należy do parafii Narodzenia Najświętszej Maryi Panny w Kościeliskach w dekanacie Gorzów Śląski, diecezji opolskiej.

## Historia kościoła
Kościół został wybudowany w 1985 roku.